# Margaret Drummond
Margaret Drummond (h. 1475–1501) fue hija de John Drummond, I lord Drummond, y amante del rey Jacobo IV de Escocia, con el que tuvo a lady Margaret.
La muerte de Margaret Drummond ha sido el objeto de una leyenda que todavía persiste.

## Relación con el rey

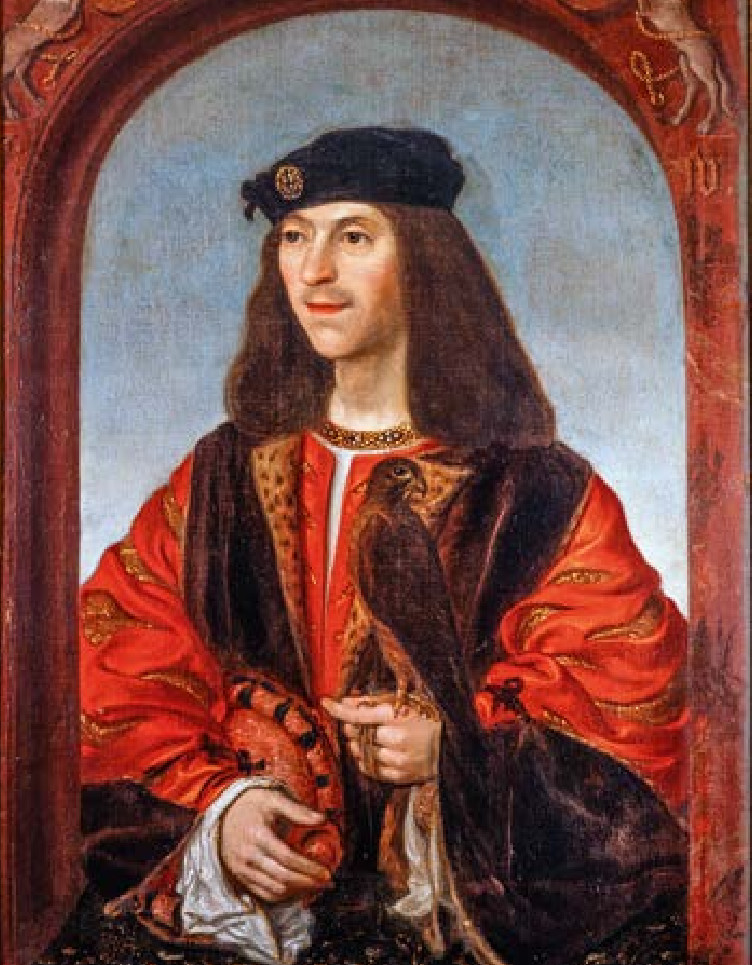
Margaret Drummond fue la amante de Jacobo IV de Escocia

La duración de su relación con el rey ha sido objeto de debate. Con toda seguridad, fue la amante de Jacobo IV entre 1496 y 1497, y posiblemente ya en 1495, ya que hay pruebas de que estuvo viviendo en el castillo de Stirling desde el 3 de junio de 1496, y en el palacio de Linlithgow desde el 30 de octubre hasta marzo de 1497. El embajador español Pedro de Ayala constató su presencia, y puede que una situación parecida anterior con otra amante en las residencias reales. De Jacobo IV, Ayala escribiría lo siguiente:
«Cuando llegué, en el castillo mantenía a una dama en excelentes condiciones. La visitaba de vez en cuando. Después, la envió a casa de su padre, que era caballero, y la casó [con un tercero]. Hizo lo mismo con otra dama, de la que había tenido un hijo».
El rey tenía varias amantes por entonces, y, al parecer, esta relación fue más breve que las que tuvo con Marion Boyd o Janet Kennedy.[cita requerida]

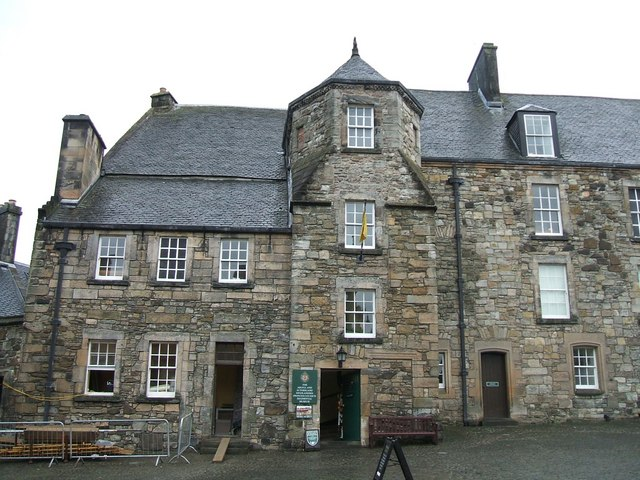
Durante la estancia de Margaret Drummond en el castillo de Stirling, los hermanos Merlioun construyeron la «King's House» del castillo

En el verano de 1496, Margaret residía en el castillo de Stirling, a cargo de Elizabeth Forrester, lady Lundie, la esposa de sir John Lundy de Lundie. Robert Lundie, el sobrino de este último, era el propietario del castillo de Balgonie y su guardián. El 3 de junio de 1496, adquirieron una cama nueva para la alcoba que tenía Margaret en Stirling. Lady Lundie gestionaba los gastos de Margaret. Jacobo IV jugaba con lady Lundie a las «tablas», una modalidad de backgammon. Es probable que las especias y los dulces que se enviaban a Stirling fueran para Margaret. Por entonces, el castillo era una zona de obras en la que John y Walter Merlioun estaban trabajando en un nuevo alojamiento que se llamaba el «King's Old Building». Margaret se trasladó a Linlithgow, al cuidado de sir David Kinghorn. Le enviaron ropa nueva desde Edimburgo. Margaret regresó a Stirling, y lady Lundie recibió 10 libras escocesas por tenerla durante 11 días, para luego marcharse a su casa a finales de marzo de 1497.

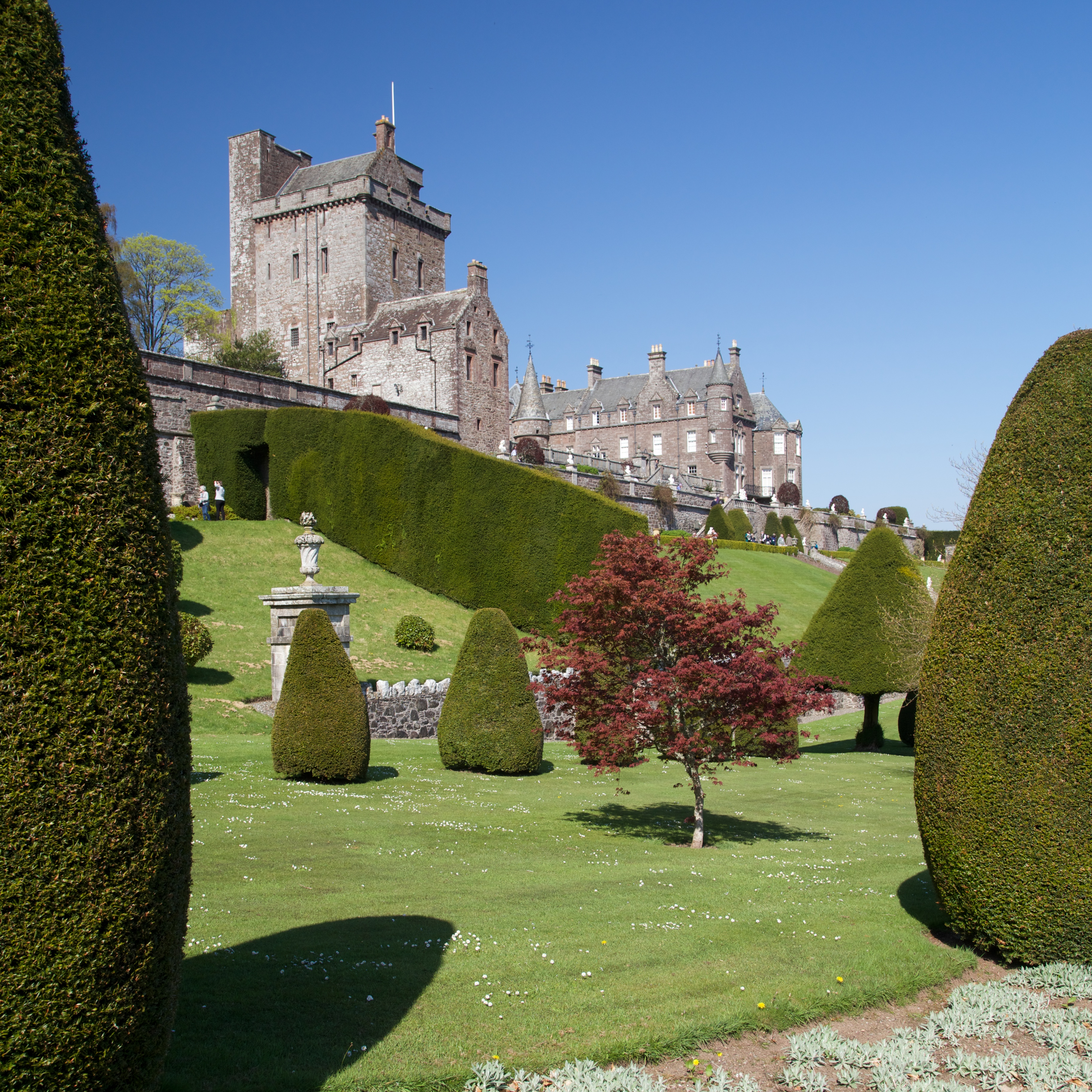
de Margaret en Stirling. Lady Lundie gestionaba los gastos de Margaret. Jacobo IV jugaba con lady Lundie a En 1501, Margaret Drummond y sus hermanas Eupheme y Sibylla enfermaron en el castillo de Drummond

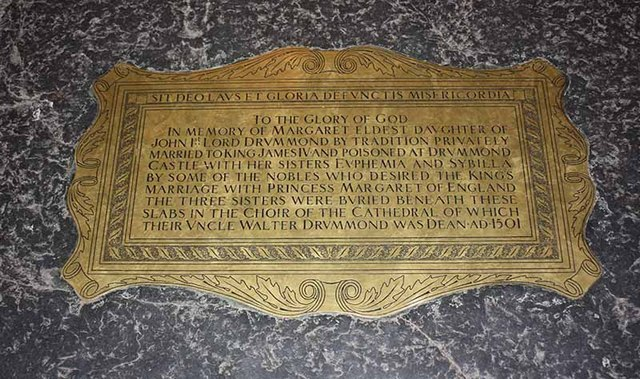
Placa de latón, ubicada en la catedral de Dunblane, en memoria de Margaret de Drummond y sus hermanas

## Familia
Margaret y Jacobo IV tuvieron una hija, Margarita Estuardo, conocida como «lady Margaret». Cuando era niña, residió en el castillo de Edimburgo al cuidado de sir Patrick Crichton y su esposa, Katrine Turing, y una de sus acompañantes fue Ellen More.
En febrero de 1505, empezó sus lecciones de danza con un tamborilero que se llamaba Guilliam. Se ha dejado constancia de los ropajes de Margarita, como los de junio de 1506: un vestido de tela marrón o rojiza ribeteado de terciopelo con mangas de terciopelo forradas de tafetán; una cota o falda de satén; un sombrero y una esclavina; un velo de «crepé»; y cintas para el pelo.
Se casó con John Gordon, lord Gordon, y, en segundas nupcias, con sir John Drummond de Innerpeffray.

## Circunstancias de su muerte
Se sabe que, en 1501, Margaret Drummond murió de intoxicación alimentaria junto a sus hermanas Eupheme y Sibylla, durante su estancia en el castillo de Drummond. Por lo general, hay que tratar con cautela las alegaciones de envenenamiento que se hacen respecto a una figura histórica que murió tras una enfermedad repentina; pero, en este caso, como son tres personas las que, al parecer, fallecieron poco después de tomar la misma comida, tendrían que aceptarse las opiniones contemporáneas. Las tres hermanas fueron enterradas juntas en la catedral de Dunblane, donde sus tumbas pueden verse todavía delante del altar. En su día, estas muertes no causaron muchas sospechas, ya que es poco probable que los niveles de higiene de los alimentos fueran óptimos entonces, y en cualquier época se han dado casos de intoxicación alimentaria accidental.[cita requerida]
Tras el fallecimiento de Margaret, el rey pagó para que se dijeran misas por su alma, y siguió manteniendo a su hija.

## Teorías de asesinato
Según se ha sugerido, Margaret Drummond fue asesinada, ya sea por agentes ingleses o por sectores de la nobleza escocesa favorables a los ingleses. Muchos creen que Jacobo IV planeaba casarse con Margaret, o que ya lo había hecho en secreto, y su muerte era necesaria para permitir que el rey se casara con la princesa inglesa Margarita Tudor (hija de Enrique VII de Inglaterra e Isabel de York), o para obligarlo a ello. Según la placa (relativamente reciente) que hay sobre su tumba en la catedral de Dunblane, la creencia general era que «se casó en privado» con el rey, y que fue asesinada por los nobles escoceses que eran partidarios del enlace con Inglaterra.[cita requerida]
Además, el poema «Marriage of the Rose and Thistle», según lo describía William Dunbar, propició la unión de las Coronas exactamente 100 años después, ya que posibilitó que su bisnieto, Jacobo VI de Escocia, reclamara el trono inglés por descender de Enrique VII tras la muerte de Isabel I.[cita requerida]
Si Jacobo IV se hubiera desposado con Margaret Drummond y no con Margarita Tudor, nunca se habría producido la unión de las Coronas y Escocia habría seguido siendo un país independiente. Esta idea ha sido el tema de muchas novelas históricas y relatos populares.[cita requerida]
Los historiadores serios se muestran escépticos ante dicha teoría, puesto que carece del respaldo de las fuentes contemporáneas, y aparece por primera vez en la historia de la familia Drummond que escribió el vizconde Strathallan en 1681. Es probable que su muerte fuera un caso de intoxicación alimentaria accidental, causa habitual de muerte en esa época. Resulta discutible que Jacobo IV tuviera que ser presionado para casarse con Margarita Tudor, porque Escocia era el país menos importante y más pobre de los dos, por lo que la paz era de suma importancia para los Estuardo. Asimismo, las negociaciones en torno al matrimonio habían tenido lugar antes de la muerte de Margaret Drummond en 1501, ya que, después de la rebelión de Cornualles en 1497, Enrique VII había buscado la paz en la frontera del norte mediante una alianza con Jacobo IV.